# Elmer Schoebel
Elmer Schoebel   (East St. Louis, 8 de setembre de 1896 - Florida, 14 de desembre de 1970), fou un compositor, pianista i arranjista estatunidenc.
Estudià teoria musical, guitarra i piano en la seva ciutat natal, i el 1910 (quan només tenia catorze anys) començà a treballar en els cinemes acompanyant al piano els films muts. El finalitzar la primera guerra mundial (1918) s'instal·là a Chicago, on actuà amb la 2oth Century Jazz Band i amb la New Orleans Rhythim Kings (1922-1923), enregistrant amb aquesta última diversos discs.
Durant la dècada dels trenta es dedicà a compondre edicions musicals convertint-se en autor de nombrosos temes considerats posteriorment com a clàssics del Jazz tradicional, entre els quals destaquen: Nobody's sweet-heart, Bugle call rag i Prince of waills.
Més tard tornà a la seva activitat com a pianista i, entre 1950 i 1953, tocà junt amb Conrad Janis.